# Datorspelsåret 2010

## Händelser
| Månad     | Datum | Evenemang                                                                                                |
| --------- | ----- | --- |
| Januari   | 1-3   | Classic Games Done Quick som hölls av Speed Demos Archive                                                |
| Januari   | 7-10  | International Consumer Electronics Show 2010 i Las Vegas, Nevada, USA                                    |
| Mars      | 9-13  | Game Developers Conference 2010 i San Francisco, Kalifornien, USA                                        |
| Mars      | 26-28 | Första PAX East Coast vid John B. Hynes Veterans Memorial Convention Center i Boston, Massachusetts, USA |
| Juni      | 15-17 | Den sextonde E3-mässan hålls i Los Angeles Convention Center i Los Angeles i Kalifornien i USA.          |
| Augusti   | 16-18 | Game Developers Conference Europe i Köln, Tyskland.                                                      |
| Augusti   | 18-22 | Gamescom 2010 i Köln, Tyskland                                                                           |
| September | 16-19 | Tokyo Game Show 2010 i Makuhari Messe, Japan.                                                            |
| Oktober   | 22-23 | BlizzCon 2010 i Paris, Frankrike                                                                         |
| November  | 4     | Microsofts Kinect lanseras världen över, till en början i Nordamerika.                                   |

### Januari
- 6 januari - The Angry Video Game Nerd recenserar Street Fighter 2010 till Nintendo Entertainment System på Gametrailers.

### Februari
- 11-14 februari - Microsoft X10 hålls i San Francisco[2]

### Mars
- 6 mars - The Angry Video Game Nerd recenserar Pongkonsoler på Gametrailers.

### Augusti
- 6 augusti - The Angry Video Game Nerd recenserar Zelda II: The Adventure of Link till Nintendo Entertainment System på Gametrailers.
- 21 augusti –  World of Warcraft: Cataclysm (en expansion till onlinedatorspelet World of Warcraft) tillkännages officiellt på spelkonventet BlizzCon.

### November
- 9 november – När datorspelet Call of Duty: Black Ops släpps säljs 5,6 miljoner exemplar av det på 24 timmar under premiärdagen. Detta slår förra rekordet på 4,7 miljoner exemplar, vilket innehades av föregångaren Call of Duty: Modern Warfare 2.

### December
- 7 december – Datorspelsexpansionien World of Warcraft: Cataclysm släpps, som den tredje i World of Warcraft-serien.

## Spel
| Månad             | Dag          | Titel                                                      | Plattform(ar)                      |
| ----------------- | ------------ | ---------------------------------------------------------- | ---------------------------------- |
| J A N U A R I     | 5            | Divinity II: Ego Draconis                                  | Win, X360                          |
| J A N U A R I     | 5            | Bayonetta                                                  | PS3, X360                          |
| J A N U A R I     | 5            | Darksiders                                                 | Win, PS3, X360                     |
| J A N U A R I     | 6            | Matt Hazard: Blood Bath and Beyond                         | XBLA                               |
| J A N U A R I     | 7            | Matt Hazard: Blood Bath and Beyond                         | PSN                                |
| J A N U A R I     | 12           | Vancouver 2010                                             | Win, X360, PS3                     |
| J A N U A R I     | 12           | Army of Two: The 40th Day                                  | PS3, X360, PSP                     |
| J A N U A R I     | 12           | The Sky Crawlers: Innocent Aces                            | Wii                                |
| J A N U A R I     | 12           | Sands of Destruction                                       | NDS                                |
| J A N U A R I     | 15           | Secret Files 2: Puritas Cordis                             | Win                                |
| J A N U A R I     | 18           | Glory of Heracles                                          | NDS                                |
| J A N U A R I     | 18           | Chronos Twins                                              | NDS                                |
| J A N U A R I     | 19           | Dark Void                                                  | Win, X360, PS3                     |
| J A N U A R I     | 19           | Silent Hill: Shattered Memories                            | PS2, PSP                           |
| J A N U A R I     | 26           | Mass Effect 2                                              | Win, X360, iOS                     |
| J A N U A R I     | 26           | Tatsunoko vs. Capcom: Ultimate All-Stars                   | Wii                                |
| J A N U A R I     | 26           | MAG                                                        | PS3                                |
| J A N U A R I     | 26           | No More Heroes 2: Desperate Struggle                       | Wii                                |
| J A N U A R I     | 26           | Shadow of Destiny                                          | PSP                                |
| F E B R U A R I   | 1            | Global Agenda                                              | Win                                |
| F E B R U A R I   | 2            | White Knight Chronicles                                    | PS3                                |
| F E B R U A R I   | 2            | Star Trek Online                                           | Win                                |
| F E B R U A R I   | 2            | S.T.A.L.K.E.R.: Call of Pripyat                            | Win                                |
| F E B R U A R I   | 2            | The Sims 3: High-End Loft Stuff                            | Win, Mac                           |
| F E B R U A R I   | 4            | Silent Line: Armored Core                                  | PSP                                |
| F E B R U A R I   | 8            | Star Ocean: The Last Hope International                    | PS3                                |
| F E B R U A R I   | 9            | BioShock 2                                                 | Win, X360, PS3                     |
| F E B R U A R I   | 9            | Dante's Inferno                                            | PS3, X360                          |
| F E B R U A R I   | 9            | Shiren the Wanderer                                        | Wii                                |
| F E B R U A R I   | 9            | Super Monkey Ball: Step & Roll                             | Wii                                |
| F E B R U A R I   | 9            | Scene It? Twilight                                         | NDS                                |
| F E B R U A R I   | 9            | World of Outlaws: Sprint Cars                              | X360, PS3, Win                     |
| F E B R U A R I   | 10           | Stargate Resistance                                        | Win                                |
| F E B R U A R I   | 11           | Percy Jackson and the Olympians: The Lightning Thief       | NDS                                |
| F E B R U A R I   | 12           | World Cup of Pool                                          | NDS                                |
| F E B R U A R I   | 16           | Tropico 3                                                  | X360                               |
| F E B R U A R I   | 16           | SOCOM: U.S. Navy SEALs Fireteam Bravo 3                    | PSP                                |
| F E B R U A R I   | 16           | Aliens vs. Predator                                        | Win, X360, PS3                     |
| F E B R U A R I   | 16           | Ace Attorney Investigations: Miles Edgeworth               | NDS                                |
| F E B R U A R I   | 16           | Crime Scene                                                | NDS                                |
| F E B R U A R I   | 16           | Dynasty Warriors: Strikeforce                              | X360, PS3, PSP                     |
| F E B R U A R I   | 16           | Ragnarok DS                                                | NDS                                |
| F E B R U A R I   | 17           | Deadly Premonition                                         | X360                               |
| F E B R U A R I   | 19           | Data East Arcade Classics                                  | Wii                                |
| F E B R U A R I   | 22           | Endless Ocean 2: Adventures of the Deep                    | Wii                                |
| F E B R U A R I   | 22           | Risen                                                      | X360                               |
| F E B R U A R I   | 23           | Arsenal of Democracy                                       | Win                                |
| F E B R U A R I   | 23           | Heavy Rain                                                 | PS3                                |
| F E B R U A R I   | 23           | Last Rebellion                                             | PS3                                |
| F E B R U A R I   | 23           | Sonic & Sega All-Stars Racing                              | PS3, X360, NDS, Wii, Win           |
| F E B R U A R I   | 23           | Napoleon: Total War                                        | Win                                |
| F E B R U A R I   | 23           | M.U.D. TV                                                  | Win                                |
| F E B R U A R I   | 23           | Metal Slug XX                                              | PSP                                |
| F E B R U A R I   | 24           | Greed Corp                                                 | XBLA, PSN                          |
| F E B R U A R I   | 24           | echoshift                                                  | PSP                                |
| M A R S           | 1            | Dante's Inferno                                            | PSP                                |
| M A R S           | 1            | Mega Man 10                                                | Wii                                |
| M A R S           | 2            | Silent Hunter V: Battle of the Atlantic                    | Win                                |
| M A R S           | 2            | Battlefield: Bad Company 2                                 | Win, X360, PS3                     |
| M A R S           | 2            | Supreme Commander 2                                        | Win                                |
| M A R S           | 2            | MLB 10: The Show                                           | PS2, PS3, PSP                      |
| M A R S           | 2            | MLB 2K10                                                   | Win, X360, PS2, PS3, Wii, PSP      |
| M A R S           | 2            | SpongeBob's Boating Bash                                   | NDS, Wii                           |
| M A R S           | 2            | Sonic Classic Collection                                   | NDS                                |
| M A R S           | 2            | Battle of Giants: Mutant Insects                           | NDS                                |
| M A R S           | 2            | Rayman 2                                                   | iOS                                |
| M A R S           | 2            | Alice in Wonderland                                        | NDS, Wii                           |
| M A R S           | 2            | Lunar: Silver Star Harmony                                 | PSP                                |
| M A R S           | 2            | Lips: Party Classics                                       | X360                               |
| M A R S           | 2            | Deca Sports DS                                             | NDS                                |
| M A R S           | 9            | Assassin's Creed II                                        | Win                                |
| M A R S           | 9            | Final Fantasy XIII                                         | PS3, X360                          |
| M A R S           | 9            | Yakuza 3                                                   | PS3                                |
| M A R S           | 9            | Rise of Prussia                                            | Win                                |
| M A R S           | 9            | Resident Evil 5: Gold Edition                              | PS3                                |
| M A R S           | 9            | Calling                                                    | Wii                                |
| M A R S           | 11           | Mega Man 10                                                | PSN                                |
| M A R S           | 11           | Warhammer 40,000: Dawn of War II - Chaos Rising            | Win                                |
| M A R S           | 14           | Pokémon HeartGold and SoulSilver                           | NDS                                |
| M A R S           | 16           | God of War III                                             | PS3                                |
| M A R S           | 16           | Command & Conquer 4: Tiberian Twilight                     | Win                                |
| M A R S           | 16           | Metro 2033                                                 | Win, X360                          |
| M A R S           | 16           | Supreme Commander 2                                        | X360                               |
| M A R S           | 16           | Resonance of Fate                                          | X360, PS3                          |
| M A R S           | 16           | Dragon Age: Origins - Awakening                            | Win, X360, PS3                     |
| M A R S           | 16           | Infinite Space                                             | NDS                                |
| M A R S           | 16           | Sam & Max: Beyond Time and Space                           | Wii                                |
| M A R S           | 16           | Fragile Dreams: Farewell Ruins of the Moon                 | Wii                                |
| M A R S           | 17           | Perfect Dark                                               | XBLA                               |
| M A R S           | 21           | Zhu Zhu Pets                                               | NDS                                |
| M A R S           | 23           | The Settlers 7: Paths to a Kingdom                         | Win                                |
| M A R S           | 23           | Red Steel 2                                                | Wii                                |
| M A R S           | 23           | Just Cause 2                                               | Win, X360, PS3                     |
| M A R S           | 23           | Shin Megami Tensei: Strange Journey                        | NDS                                |
| M A R S           | 23           | How to Train Your Dragon                                   | X360, NDS, PS3, Wii                |
| M A R S           | 23           | Rooms: The Main Building                                   | Wii                                |
| M A R S           | 23           | Disney Stitch Jam                                          | NDS                                |
| M A R S           | 23           | MotoGP 09/10                                               | X360, PS3                          |
| M A R S           | 25           | Section 8                                                  | PS3                                |
| M A R S           | 28           | WarioWare D.I.Y.                                           | NDS                                |
| M A R S           | 30           | Prison Break: The Conspiracy                               | Win, X360, PS3                     |
| M A R S           | 30           | Dead or Alive Paradise                                     | PSP                                |
| M A R S           | 30           | Mimana Iyar Chronicle                                      | PSP                                |
| M A R S           | 30           | Sakura Wars: So Long, My Love                              | PS2, Wii                           |
| M A R S           | 31           | Mega Man 10                                                | XBLA                               |
| A P R I L         | 2            | Again                                                      | NDS                                |
| A P R I L         | 8            | Lead and Gold: Gangs of the Wild West                      | Win, X360, PS3                     |
| A P R I L         | 13           | Tom Clancy's Splinter Cell: Conviction                     | X360                               |
| A P R I L         | 13           | Grand Theft Auto: Episodes From Liberty City               | PS3, Win                           |
| A P R I L         | 15           | Sam & Max: The Devil's Playhouse Episode 1: The Penal Zone | Win, Mac, PS3                      |
| A P R I L         | 20           | Monster Hunter Tri                                         | Wii                                |
| A P R I L         | 20           | Record of Agarest War                                      | X360                               |
| A P R I L         | 23           | Sherlock Holmes vs. Jack the Ripper                        | X360                               |
| A P R I L         | 26           | Harvest Moon: Hero of Leaf Valley                          | PSP                                |
| A P R I L         | 27           | Tom Clancy's Splinter Cell: Conviction                     | Win                                |
| A P R I L         | 27           | Dead to Rights: Retribution                                | X360, PS3                          |
| A P R I L         | 27           | 2010 FIFA World Cup South Africa                           | PS3, X360, Wii, PSP, iOS           |
| A P R I L         | 27           | Nier                                                       | X360, PS3                          |
| A P R I L         | 27           | Super Street Fighter IV                                    | PS3, X360                          |
| A P R I L         | 28           | Tecmo Bowl Throwback                                       | XBLA                               |
| M A J             | 4            | What Did I Do To Deserve This My Lord? 2                   | PSP                                |
| M A J             | 4            | Iron Man 2                                                 | PS3, PSP, X360, Wii, NDS           |
| M A J             | 4            | Dementium II                                               | NDS                                |
| M A J             | 11           | 3D Dot Game Heroes                                         | PS3                                |
| M A J             | 11           | Skate 3                                                    | PS3, X360                          |
| M A J             | 11           | Lost Planet 2                                              | X360, PS3                          |
| M A J             | 12           | Rocket Knight                                              | Win, XBLA                          |
| M A J             | 12           | Eschalon: Book II                                          | Win                                |
| M A J             | 12           | Things on Wheels                                           | XBLA                               |
| M A J             | 12           | Heroes of Newerth                                          | Win, Mac, Lin                      |
| M A J             | 18           | Rocket Knight                                              | PSN                                |
| M A J             | 18           | Split Second: Velocity                                     | Win, X360, PS3                     |
| M A J             | 18           | Prince of Persia: The Forgotten Sands                      | NDS, Wii, PSP PS3, X360            |
| M A J             | 18           | Trauma Team                                                | Wii                                |
| M A J             | 18           | Alan Wake                                                  | X360                               |
| M A J             | 18           | Red Dead Redemption                                        | X360, PS3                          |
| M A J             | 18           | Blue Dragon: Awakened Shadow                               | NDS                                |
| M A J             | 19           | Aqua - Naval Warfare                                       | XBLA                               |
| M A J             | 21           | Gray Matter                                                | Win                                |
| M A J             | 23           | Super Mario Galaxy 2                                       | Wii                                |
| M A J             | 24           | Phoenix Wright: Ace Attorney                               | WiiWare                            |
| M A J             | 25           | Blur                                                       | Win, X360, PS3                     |
| M A J             | 25           | ModNation Racers                                           | PS3, PSP                           |
| M A J             | 25           | UFC 2010                                                   | X360, PS3                          |
| M A J             | 25           | Tetris Party Deluxe                                        | Wii                                |
| M A J             | 26           | Eschalon: Book II                                          | Mac, Lin                           |
| M A J             | 26           | Ben 10 Alien Force: The Rise of Hex                        | XBLA                               |
| M A J             | 31           | Ben 10 Alien Force: The Rise of Hex                        | Wii                                |
| J U N I           | 1            | Backbreaker                                                | X360, PS3                          |
| J U N I           | 1            | The Sims 3: Ambitions                                      | Win                                |
| J U N I           | 1            | Alpha Protocol                                             | Win, X360, PS3                     |
| J U N I           | 1            | Syphon Filter: Logan's Shadow                              | PS2                                |
| J U N I           | 1            | Tecmo Bowl Throwback                                       | PSN                                |
| J U N I           | 1            | Planet Minigolf                                            | PSN                                |
| J U N I           | 2            | Hexyz Force                                                | PSP                                |
| J U N I           | 4            | FIFA Online                                                | Win                                |
| J U N I           | 8            | Green Day: Rock Band                                       | X360, PS3, Wii                     |
| J U N I           | 8            | Metal Gear Solid: Peace Walker                             | PSP                                |
| J U N I           | 8            | Mega Man Zero Collection                                   | NDS                                |
| J U N I           | 8            | Disgaea Infinite                                           | PSP                                |
| J U N I           | 12           | Prince of Persia: The Forgotten Sands                      | Win                                |
| J U N I           | 15           | Toy Story 3: The Video Game                                | PS3, 360, Wii, PSP, DS, Win        |
| J U N I           | 22           | Transformers: War for Cybertron                            | Win, X360, PS3, Wii, NDS           |
| J U N I           | 24           | Dream Chronicles: The Book of Air                          | Win                                |
| J U N I           | 27           | Sin and Punishment: Star Successor                         | Wii                                |
| J U N I           | 29           | APB All Points Bulletin                                    | Win                                |
| J U N I           | 29           | Deathsmiles                                                | X360                               |
| J U N I           | 29           | Lego Harry Potter: Years 1-4                               | Win, PS3, Wii, PSP, X360, NDS      |
| J U N I           | 29           | Naughty Bear                                               | X360, PS3                          |
| J U N I           | 29           | Ninety-Nine Nights II                                      | X360                               |
| J U N I           | 29           | Singularity                                                | Win, X360, PS3                     |
| J U N I           | 29           | Sniper: Ghost Warrior                                      | Win, X360                          |
| J U N I           | 29           | Trinity Universe                                           | PS3                                |
| J U L I           | 6            | Shin Megami Tensei: Persona 3                              | PSP                                |
| J U L I           | 6            | Tournament of Legends                                      | Wii                                |
| J U L I           | 6            | Crackdown 2                                                | X360                               |
| J U L I           | 11           | Dragon Quest IX: Sentinels of the Starry Skies             | NDS                                |
| J U L I           | 13           | DeathSpank                                                 | PSN                                |
| J U L I           | 13           | NCAA Football 11                                           | PS2, PS3, X360                     |
| J U L I           | 14           | DeathSpank                                                 | XBLA                               |
| J U L I           | 19           | Furry Legends                                              | WiiWare                            |
| J U L I           | 21           | Limbo                                                      | XBLA                               |
| J U L I           | 27           | Need for Speed: World                                      | Win                                |
| J U L I           | 27           | Arc Rise Fantasia                                          | Wii                                |
| J U L I           | 27           | StarCraft II: Wings of Liberty                             | Win, Mac                           |
| J U L I           | 27           | BlazBlue: Continuum Shift                                  | PS3, X360                          |
| A U G U S T I     | 10           | Madden NFL 11                                              | PS2, PS3, PSP, Wii, X360           |
| A U G U S T I     | 10           | Scott Pilgrim vs. the World: The Game                      | PSN                                |
| A U G U S T I     | 13           | Victoria 2                                                 | Win                                |
| A U G U S T I     | 17           | Kane & Lynch 2: Dog Days                                   | Win, X360, PS3                     |
| A U G U S T I     | 18           | Lara Croft and the Guardian of Light                       | XBLA                               |
| A U G U S T I     | 24           | Elemental: War of Magic                                    | Win                                |
| A U G U S T I     | 24           | Ivy the Kiwi?                                              | Wii, NDS                           |
| A U G U S T I     | 24           | Mafia II                                                   | Win, X360, PS3                     |
| A U G U S T I     | 25           | Scott Pilgrim vs. the World: The Game                      | XBLA                               |
| A U G U S T I     | 26           | Worms: Reloaded                                            | Win, Mac                           |
| A U G U S T I     | 31           | Metroid: Other M                                           | Wii                                |
| A U G U S T I     | 31           | Valkyria Chronicles II                                     | PSP                                |
| A U G U S T I     | 31           | Ace Combat: Joint Assault                                  | PSP                                |
| S E P T E M B E R | 7            | Tom Clancy's H.A.W.X 2                                     | PS3, X360                          |
| S E P T E M B E R | 7            | Batman: The Brave and the Bold                             | Wii, NDS                           |
| S E P T E M B E R | 7            | Spider-Man: Shattered Dimensions                           | NDS, PS3, Wii, X360                |
| S E P T E M B E R | 7            | Kingdom Hearts Birth by Sleep                              | PSP                                |
| S E P T E M B E R | 7            | NHL 11                                                     | PS3, X360                          |
| S E P T E M B E R | 7            | NHL Slapshot                                               | Wii                                |
| S E P T E M B E R | 8            | Amnesia: The Dark Descent                                  | Win, Mac, Lin                      |
| S E P T E M B E R | 8            | Plants vs. Zombies                                         | XBLA                               |
| S E P T E M B E R | 10           | Ninety-Nine Nights II                                      | X360                               |
| S E P T E M B E R | 12           | Professor Layton and the Unwound Future                    | NDS                                |
| S E P T E M B E R | 14           | UFC 2010                                                   | PSP                                |
| S E P T E M B E R | 14           | Halo: Reach                                                | X360                               |
| S E P T E M B E R | 14           | The Lord of the Rings: Aragorn's Quest                     | PS3, PS2, PSP, Wii, NDS            |
| S E P T E M B E R | 14           | Scooby-Doo! And the Spooky Swamp                           | PS2, Wii, NDS                      |
| S E P T E M B E R | 17           | R.U.S.E.                                                   | X360, PS3, Win                     |
| S E P T E M B E R | 17           | EyePet                                                     | PS3                                |
| S E P T E M B E R | 21           | Civilization V                                             | Win                                |
| S E P T E M B E R | 21           | Darksiders                                                 | Win                                |
| S E P T E M B E R | 21           | Etrian Odyssey III: The Drowned City                       | DS                                 |
| S E P T E M B E R | 21           | Cladun: This is an RPG                                     | PSP                                |
| S E P T E M B E R | 22           | F1 2010                                                    | Win, X360, PS3                     |
| S E P T E M B E R | 23           | Darksiders                                                 | Win                                |
| S E P T E M B E R | 24           | NHL 2K11                                                   | Wii                                |
| S E P T E M B E R | 24           | Lost Horizon                                               | Win                                |
| S E P T E M B E R | 27           | Samurai Warriors 3                                         | Wii                                |
| S E P T E M B E R | 28           | Lara Croft and the Guardian of Light                       | PSN, Win, iOS                      |
| S E P T E M B E R | 28           | Dead Rising 2                                              | Win, PS3, X360                     |
| S E P T E M B E R | 28           | FIFA 11                                                    | Win, X360, Wii, NDS, PS2, PS3, PSP |
| S E P T E M B E R | 28           | Front Mission Evolved                                      | Win, X360, PS3                     |
| S E P T E M B E R | 28           | Guitar Hero: Warriors of Rock                              | PS3, Wii, X360                     |
| S E P T E M B E R | 28           | Quantum Theory                                             | PS3, X360                          |
| S E P T E M B E R | 29           | Hydrophobia                                                | XBLA                               |
| S E P T E M B E R | 30           | Bit.Trip Beat                                              | iOS                                |
| S E P T E M B E R | 30           | Final Fantasy XIV                                          | Win                                |
| S E P T E M B E R | 30           | World of Tanks                                             | Win                                |
| O K T O B E R     | 1            | EyePet                                                     | PSP                                |
| O K T O B E R     | 2            | Just Dance 2                                               | Wii                                |
| O K T O B E R     | 3            | Wii Party                                                  | Wii                                |
| O K T O B E R     | 4            | Pokémon Ranger: Guardian Signs                             | DS                                 |
| O K T O B E R     | 4            | Final Fantasy: The 4 Heroes of Light                       | NDS                                |
| O K T O B E R     | 5            | Pro Evolution Soccer 2011                                  | Win, X360, Wii, NDS, PS2, PS3, PSP |
| O K T O B E R     | 5            | Ben 10 Ultimate Alien: Cosmic Destruction                  | X360, Wii, NDS, PS2, PS3, PSP      |
| O K T O B E R     | 5            | Castlevania: Lords of Shadow                               | X360, PS3                          |
| O K T O B E R     | 5            | Enslaved: Odyssey to the West                              | X360, PS3                          |
| O K T O B E R     | 5            | NBA 2K11                                                   | Win, PS3, X360 PSP, PS2, Wii, iOS  |
| O K T O B E R     | 5            | NBA Jam                                                    | Wii                                |
| O K T O B E R     | 6            | Cut the Rope                                               | iOS                                |
| O K T O B E R     | 6            | ProtoGalaxy                                                | Win                                |
| O K T O B E R     | 7            | Sonic the Hedgehog 4: Episode 1                            | iOS                                |
| O K T O B E R     | 7            | Kingdom Hearts Re:coded                                    | DS                                 |
| O K T O B E R     | 11           | Sonic the Hedgehog 4: Episode 1                            | WiiWare                            |
| O K T O B E R     | 12           | Lost Planet 2                                              | Win                                |
| O K T O B E R     | 12           | Sengoku Basara: Samurai Heroes                             | PS3, Wii                           |
| O K T O B E R     | 12           | Invizimals                                                 | PSP                                |
| O K T O B E R     | 12           | Arcania: Gothic 4                                          | Win, X360                          |
| O K T O B E R     | 12           | Medal of Honor                                             | Win, PS3, X360                     |
| O K T O B E R     | 12           | Super Scribblenauts                                        | NDS                                |
| O K T O B E R     | 12           | Sonic the Hedgehog 4: Episode 1                            | PSN                                |
| O K T O B E R     | 13           | Sonic the Hedgehog 4: Episode 1                            | XBLA                               |
| O K T O B E R     | 13           | Vindictus                                                  | Win                                |
| O K T O B E R     | 14           | DJ Max Portable 3                                          | PSP                                |
| O K T O B E R     | 17           | Kirby's Epic Yarn                                          | Wii                                |
| O K T O B E R     | 19           | DJ Hero 2                                                  | X360, PS3, Wii                     |
| O K T O B E R     | 19           | Saw II: Flesh & Blood                                      | PS3, X360                          |
| O K T O B E R     | 19           | Naruto Shippuden: Ultimate Ninja Storm 2                   | PS3, X360                          |
| O K T O B E R     | 19           | DJ Max Portable 3                                          | PSN                                |
| O K T O B E R     | 19           | EA Sports MMA                                              | PS3, X360                          |
| O K T O B E R     | 19           | Fallout: New Vegas                                         | PS3, X360, Win                     |
| O K T O B E R     | 19           | Rock of the Dead                                           | X360, PS3, Wii                     |
| O K T O B E R     | 19           | Vanquish                                                   | PS3, X360                          |
| O K T O B E R     | 20           | Super Meat Boy                                             | XBLA                               |
| O K T O B E R     | 21           | Angry Birds Seasons                                        | iOS                                |
| O K T O B E R     | 26           | Disney Channel All Star Party                              | Wii                                |
| O K T O B E R     | 26           | Fable III                                                  | X360                               |
| O K T O B E R     | 26           | Lego Universe                                              | Win                                |
| O K T O B E R     | 26           | Red Dead Redemption: Undead Nightmare                      | PS3, X360                          |
| O K T O B E R     | 26           | Rock Band 3                                                | PS3, X360, Wii, DS                 |
| O K T O B E R     | 26           | The Sims 3: Late Night                                     | Win, OS X                          |
| O K T O B E R     | 26           | The Sims 3                                                 | PS3, X360, Wii, DS                 |
| O K T O B E R     | 26           | Star Wars: The Force Unleashed II                          | PS3, X360, Win, Wii, DS            |
| O K T O B E R     | 26           | WWE SmackDown vs Raw 2011                                  | PS3, X360, PSP, PS2, Wii           |
| 27                | Pinball FX 2 | XBLA                                                       |                                    |
| N O V E M B E R   | 1            | PokéPark Wii: Pikachu's Adventure                          | Wii                                |
| N O V E M B E R   | 2            | 007: GoldenEye                                             | Wii, NDS                           |
| N O V E M B E R   | 2            | Fist of the North Star: Ken's Rage                         | PS3, X360                          |
| N O V E M B E R   | 2            | God of War: Ghost of Sparta                                | PSP                                |
| N O V E M B E R   | 2            | James Bond 007: Blood Stone                                | Win, X360, PS3, NDS                |
| N O V E M B E R   | 2            | Megamind                                                   | Wii, X360, PS3, PSP, NDS           |
| N O V E M B E R   | 2            | Toy Story 3: The Video Game                                | PS2                                |
| N O V E M B E R   | 3            | Bit.Trip Beat                                              | Win, Mac                           |
| N O V E M B E R   | 4            | Kinect                                                     | X360                               |
| N O V E M B E R   | 4            | Kinect Sports                                              | X360                               |
| N O V E M B E R   | 4            | Kinectimals                                                | X360                               |
| N O V E M B E R   | 4            | Sonic Free Riders                                          | X360                               |
| N O V E M B E R   | 5            | Def Jam Rapstar                                            | X360, PS3                          |
| N O V E M B E R   | 5            | Football Manager 2011                                      | Win                                |
| N O V E M B E R   | 9            | Call of Duty: Black Ops                                    | X360, PS3, Wii, Win                |
| N O V E M B E R   | 9            | The Sly Collection                                         | PS3                                |
| N O V E M B E R   | 12           | Tom Clancy's H.A.W.X 2                                     | Wii, Win                           |
| N O V E M B E R   | 14           | Dood's Big Adventure                                       | Wii                                |
| N O V E M B E R   | 14           | uDraw Pictionary                                           | Wii                                |
| N O V E M B E R   | 16           | Assassin's Creed: Brotherhood                              | PS3, X360                          |
| N O V E M B E R   | 16           | Harry Potter and the Deathly Hallows: Part I               | Win, NDS, PS3, X360, Java ME, Wii  |
| N O V E M B E R   | 16           | Pac-Man Party                                              | Wii                                |
| N O V E M B E R   | 16           | Need for Speed: Hot Pursuit 2010                           | X360, PS3, Win                     |
| N O V E M B E R   | 16           | Sonic Colors                                               | Wii, NDS                           |
| N O V E M B E R   | 17           | Pac-Man Championship Edition DX                            | XBLA                               |
| N O V E M B E R   | 18           | RAGE: Mutant Bash TV                                       | iOS                                |
| N O V E M B E R   | 21           | Donkey Kong Country Returns                                | Wii                                |
| N O V E M B E R   | 21           | Raving Rabbids: Travel in Time                             | Wii                                |
| N O V E M B E R   | 23           | Majin and the Forsaken Kingdom                             | X360, PS3                          |
| N O V E M B E R   | 23           | Michael Jackson: The Experience                            | Wii, NDS, PSP                      |
| N O V E M B E R   | 23           | Pac-Man Championship Edition DX                            | PSN                                |
| N O V E M B E R   | 23           | Splatterhouse                                              | X360, PS3                          |
| N O V E M B E R   | 24           | Gran Turismo 5                                             | PS3                                |
| N O V E M B E R   | 29           | Golden Sun: Dark Dawn                                      | NDS                                |
| N O V E M B E R   | 30           | Epic Mickey                                                | Wii                                |
| D E C E M B E R   | 7            | Sackboy's Prehistoric Moves                                | PS3                                |
| D E C E M B E R   | 7            | Tron: Evolution                                            | Win, PS3, X360, iOS                |
| D E C E M B E R   | 7            | Tron: Evolution - Battle Grids                             | Wii, NDS                           |
| D E C E M B E R   | 7            | World of Warcraft: Cataclysm                               | Win, Mac                           |
| D E C E M B E R   | 8            | Bomberman Live: Battlefest                                 | PSN, WiiWare, XBLA                 |
| D E C E M B E R   | 9            | Infinity Blade                                             | iOS                                |
| D E C E M B E R   | 10           | Chu's Dynasty                                              | X360                               |
| D E C E M B E R   | 10           | Greed Corp                                                 | Win                                |
| D E C E M B E R   | 11           | Battlefield Bad Company 2: Vietnam                         | X360, PS3, Win                     |
| D E C E M B E R   | 12           | Super Mario All-Stars                                      | Wii                                |
| D E C E M B E R   | 14           | X-Men                                                      | XBLA, PSN                          |
| D E C E M B E R   | 20           | Frobot                                                     | WiiWare                            |
| D E C E M B E R   | 20           | Oddboxx                                                    | Win                                |
| D E C E M B E R   | 21           | TrackMania Wii                                             | Wii                                |
| D E C E M B E R   | 22           | Back to the Future: The Game                               | Win, Mac                           |
| D E C E M B E R   | 23           | Echochrome II                                              | PS3                                |
| D E C E M B E R   | 29           | Raskulls                                                   | XBLA                               |

### Fotnoter
1. ↑  ”Attendance and Stats” (på engelska). IGN. http://www.ign.com/wikis/e3/Attendance_and_Stats. Läst 21 maj 2015.
2. ↑  Williams, Bryn (26 januari 2010). ”Microsoft's X10 Expo to be Held in San Francisco”. GameSpy. Arkiverad från originalet den 29 januari 2010. https://web.archive.org/web/20100129041821/http://xbox360.gamespy.com/articles/106/1063591p1.html. Läst 30 januari 2010.